# 莱夫·延森
莱夫·延森（挪威語：Leif Jenssen，1948年3月19日—），挪威男子举重运动员。他曾代表挪威参加1968年、1972年和1976年夏季奥林匹克运动会举重比赛，其中1972年奥运会获得一枚金牌。